# William L. O’Brien
William L. „Bill“ O’Brien (* 20. Juli 1951) ist ein US-amerikanischer Rechtsanwalt und Politiker.

## Persönliches und Berufliches
Das Jura-Studium an der Suffolk University schloss er 1977 als Juris Doctor und ein juristisches Weiterbildungsstudium am Franklin Pierce Law Center 2003 als Master of Laws ab.
O’Brien ist als Rechtsanwalt tätig und wohnt in Mont Vernon, New Hampshire. O’Brien ist Mitglied der Rechtsanwaltskammer New Hampshires und Geschäftsführer der New Hampshire Legal Rights Foundation. Er war Jura-Professor an der New England School of Law.

## Politik
Bill O’Brien wurde erstmals 2004 in das Repräsentantenhaus von New Hampshire für die Republikanische Partei gewählt und war Abgeordneter bis 2006. Im Jahr 2008 konnte er erneut in das Parlament einziehen und ist seitdem ununterbrochen Mitglied. O’Brien vertrat den Wahlkreis Hillsborough 4 und vertritt seit der Neueinteilung der Wahlkreise Hillsborough 5.
Im Dezember 2010 wurde O’Brien als Nachfolger von Terie Norelli zum Sprecher (Vorsitzenden) des Repräsentantenhauses gewählt. Nach der Wahl 2012 bewarb er sich nicht wieder um dieses Amt, das wieder an Terie Norelli fiel.
| Wahlergebnisse seit 2008 | Wahlergebnisse seit 2008 | Wahlergebnisse seit 2008 | Wahlergebnisse seit 2008 |
| Wahl                     | Sitz                     | Stimmen                  | Prozent                  |
| ------------------------ | ------------------------ | ------------------------ | ------------------------ |
| 2012                     | 2. von 2                 | 2.112                    | 25,4                     |
| 2010                     | 1. von 4                 | 3.259                    |                          |
| 2008                     | 3. von 4                 | 3.716                    |                          |